# Argythamnia ecdyomena
Argythamnia ecdyomena är en törelväxtart som beskrevs av John William Ingram. Argythamnia ecdyomena ingår i släktet Argythamnia och familjen törelväxter.
Artens utbredningsområde är det guatemalanska departementet Alta Verapaz. Inga underarter finns listade i Catalogue of Life.